# Neptunea vinosa
Neptunea vinosa är en snäckart som först beskrevs av Dall 1919.  Neptunea vinosa ingår i släktet Neptunea och familjen valthornssnäckor.

## Underarter
Arten delas in i följande underarter:
- N. v. umbonata
- N. v. vinosa